# Harsefeld
Harsefeld település Németországban, azon belül Alsó-Szászország tartományban. Lakosainak száma 14 789 fő (2023. december 31.).

## Népesség
A település népességének változása:
| Lakosok száma | 13 133 | 13 256 | 13 489 | 14 378 | 14 696 | 14 789 |
|               | 2016   | 2017   | 2019   | 2021   | 2022   | 2023   |